# 克里斯托弗·罗林森
克里斯托弗·罗林森（英語：Christopher Rollinson，1928年5月25日—1988年4月7日），新西兰男子拳击运动员。他曾代表新西兰参加1950年大英帝国运动会拳击比赛，获得男子81公斤级银牌。